# Patrick Williams
Patrick Lee Williams, född 26 augusti 2001 i Charlotte i North Carolina, är en amerikansk professionell basketspelare (PF) som spelar för Chicago Bulls i National Basketball Association (NBA).
Han draftades av Chicago Bulls i första rundan i 2020 års draft som fjärde spelare totalt.
Innan Williams blev proffs studerade han vid Florida State University och spelade för deras idrottsförening Florida State Seminoles.